# Queen Mary's Peak
Queen Mary's Peak is een berg in de Atlantische Oceaan, en ligt op het eiland Tristan da Cunha.
De Queen Mary's Peak is onderdeel van Mid-Atlantische Rug, en is een vulkaan met een krater. De berghellingen zijn nauwelijks begroeid, en bestaan voornamelijk uit vulkanische as. Door hevige regenval is de top van de vulkaan al geërodeerd, en vermoedelijk 200 meter lager dan oorspronkelijk.
Queen Mary's Peak is het hoogste punt van Sint-Helena, Ascension en Tristan da Cunha.